# Jimmy Smith Plays Fats Waller
| Recensione | Giudizio |
| ---------- | -------- |
| AllMusic   |          |

Jimmy Smith Plays Fats Waller è un album discografico dell'organista jazz statunitense Jimmy Smith, pubblicato dalla casa discografica Blue Note Records nell'agosto del 1962 .

## Tracce

### LP
Lato A
1. Everybody Loves My Baby – 3:44 (testo: Jack Palmer – musica: Spencer Williams)
2. Squeeze Me – 5:27 (testo: Clarence Williams – musica: Fats Waller)
3. Ain't She Sweet – 3:33 (testo: Jack Yellen – musica: Milton Ager)
4. Ain't Misbehavin' – 3:40 (testo: Andy Razaf – musica: Fats Waller, Harry Brooks)

Lato B
1. Lulu's Back in Town – 5:14 (testo: Al Dubin – musica: Harry Warren)
2. Honeysuckle Rose – 6:56 (testo: Andy Razaf – musica: Fats Waller)
3. I've Found a New Baby – 6:03 (Jack Palmer, Spencer Williams)

## Musicisti
- Jimmy Smith – organo
- Quentin Warren – chitarra
- Donald Bailey – batteria

Note aggiuntive
- Alfred Lion – produttore
- Registrazioni effettuate il 23 gennaio 1962 al Van Gelder Recording Studio di Englewood Cliffs, New Jersey (Stati Uniti)
- Rudy Van Gelder – ingegnere delle registrazioni
- Francis Wolff – foto copertina album originale
- Reid Miles – design copertina album originale
- Del Shields (WDAS FM Philadelphia) – note retrocopertina album originale[4] [5]